# Bicellaria albopilosa
Bicellaria albopilosa is een vliegensoort uit de familie van de Hybotidae. De wetenschappelijke naam van de soort is voor het eerst geldig gepubliceerd in 1991 door Chvala.